# Мванга II
Даніел Бассалума -Еккере Мванга II Мукаса — кабака (король) Буганди з 1884 по 1897 роки.

## Життєпис
Народився близько 1866—1868 рр. Син короля Буганди Мутеси I. Правив в складній ситуації суперництва угрупувань служилої аристократії, католицьких і протестанських місіонерів, яке посилювалось. Потім почолась і британська колоніяльна експансія в Міжозер'я. Неодноразово скидався з престолу вождями за підтримки колонізаторів (вересень 1888, листопад 1889, січень 1892) і повертався на престол (жовтень 1889, лютий 1890, березень 1892). Прагнучи спертись на допомогу європейців для утримання влади, підписав договори 1890 і 1892 з К.Петерсом і Ф.Лугардом, а також тимчасову угоду 1893 і договір 1894 про британський протекторат над Бугандою. В липні 1897 р. очолив антиколоніяльне повстання в Буганді. У тому ж році зміщений з престолу британцями. В квітні 1899 взятий у полон і засланий на Сейшельські острови, де й помер 8 травня 1903 р.